# Salix contortiapiculata
Salix contortiapiculata là một loài thực vật có hoa trong họ Liễu. Loài này được P. I Mao & W.Z. Li miêu tả khoa học đầu tiên năm 1987.